# Hustopeče nad Bečvou
Hustopeče nad Bečvou jsou městys v okrese Přerov. Žije zde přibližně 1 800 obyvatel a jejich katastrální území má rozlohu 23,91 km² (2391 ha). Leží v nejvýchodnějším výběžku Olomouckého kraje, na půli cesty mezi Hranicemi a Valašským Meziříčím, na pravém břehu řeky Bečvy v nadmořské výšce 275 m. Prochází tudy železniční trať Hranice na Moravě – Púchov a mezinárodní silnice I/35.

## Části městysu
- Hustopeče nad Bečvou
- Hranické Loučky
- Poruba
- Vysoká

Od 1. července 1983 do 23. listopadu 1990 k městysi patřily i Milotice nad Bečvou a od 1. července 1983 do 31. prosince 1991 také Špičky.

## Název
Původní jméno osady bylo Úsopeči a má dva možné výklady: buď bylo odvozeno od osobního jména Úsopek (v jeho první části je staré ús - "vous") a jméno osady pak znamenalo „Úsopekovi“ (tedy Úsopekova rodina) nebo šlo o původně posměšné označení vsi lidí, kteří pekli vousy. Po připojení nářečního H- na počátek byla první část chápána jako odvozená od husto - „často“, čímž došlo ke vložení vnitřního -t-.

## Historie
První písemná zmínka o obci pochází z roku 1201. O původním názvu koluje mnoho pověstí. Dne 10. října 2006 byl obci vrácen status městyse, který obec získala původně v roce 1397 a který v Československu přestal být užíván v roce 1954.
V roce 2025 se ve zdejší stanici stala jedna z nejvážnějších železničních nehod nákladního vlaku s benzenem s velkou škodou na životním prostředí.[zdroj?]

## Osobnosti
- Jan Ludvík Baillou (1731–1802), šlechtic
- Karel Heinrich z Baillou (1908–1945), baron
- Marie Brožová (1901–1987), herečka
- František Vahala (1881–1942), architekt
- Julius Volek-Choráz (1888–1928), učitel, novinář, komunista
- František Rusek (1816–1895), obchodník[9]

## Pamětihodnosti a zajímavosti
- Zámek v Hustopečích nad Bečvou
- Kostel Povýšení svatého Kříže
- Pohřební kaple rodu von Baillou
- Větrný mlýn v místní části Poruba

### Hustopečské rybníky
Ještě v polovině 19. století bylo okolí Hustopečí charakteristické rozsáhlými rybníky, přičemž rybníkářství zde mělo dlouhou tradici. První písemná zmínka o hustopečských rybnících pochází z roku 1633. V průběhu 18. století však došlo k útlumu rybničního hospodářství. V současnosti se na místech bývalých rybníků nacházejí zemědělsky využívané plochy, především pro pěstování obilnin.[zdroj?]
Náhradou za historické rybníky je osm jezer vzniklých v důsledku těžby štěrkopísku a rybářsky revír Bahňák, který vznikl na původním rybochovném zařízení. Tato jezera slouží nejen k rybolovu, ale také k rekreačním aktivitám, včetně surfování. Aktivní rybolov je prováděn také na řece Bečvě. Významným spolkem městysu je pobočka Českého rybářského svazu Hustopeče nad Bečvou.

## Galerie

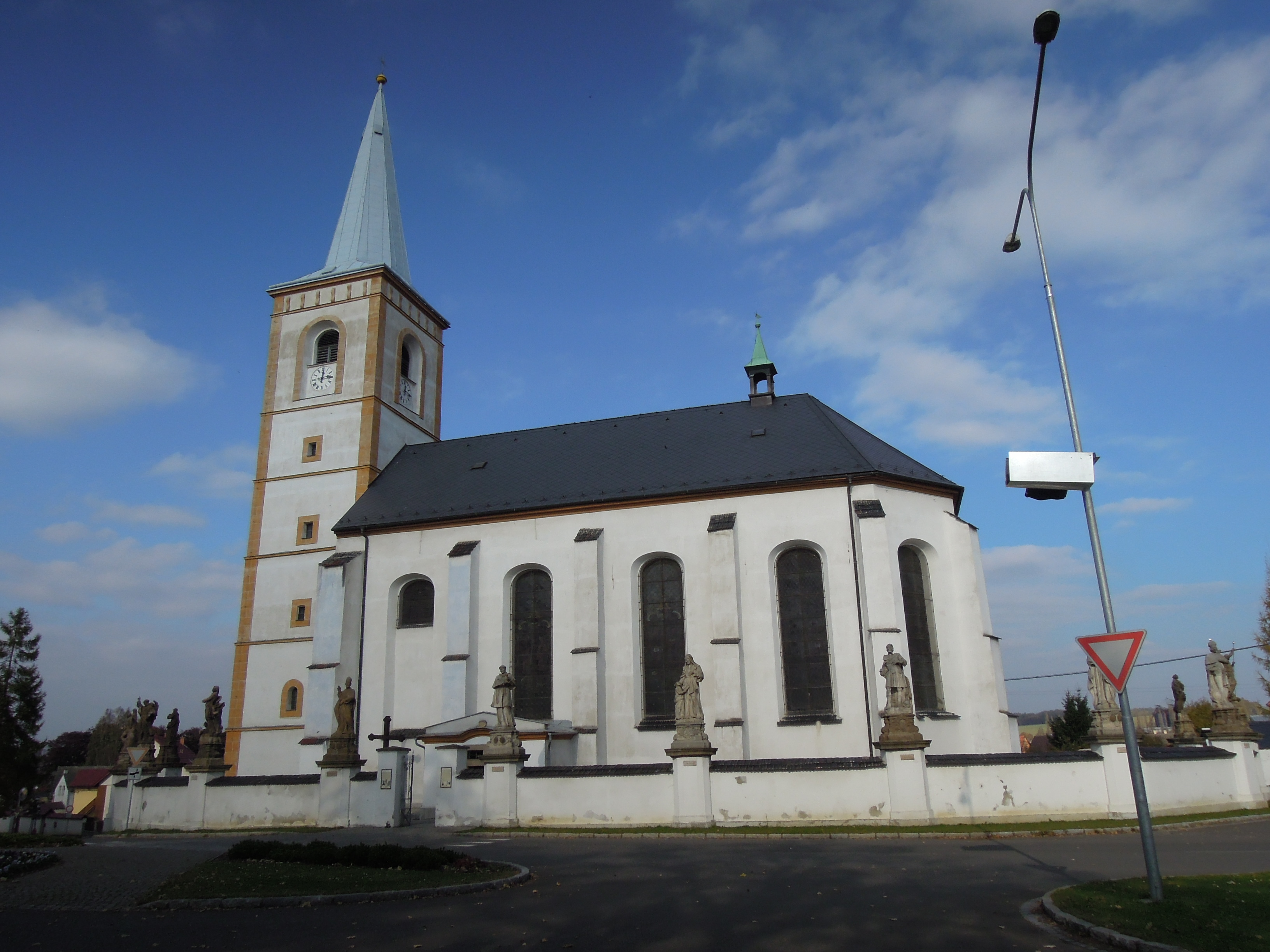
Kostel Povýšení sv. Kříže
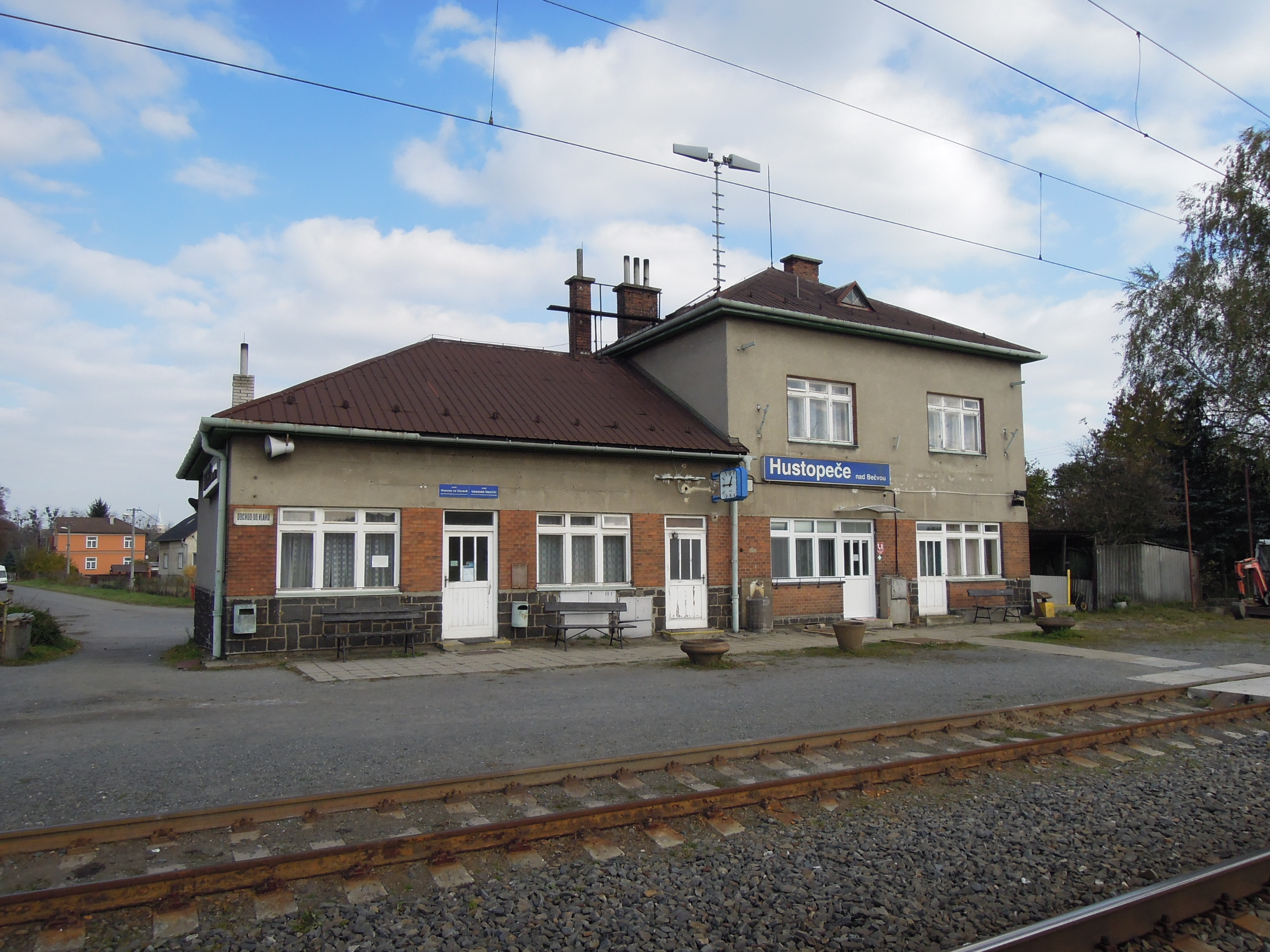
Vlakové nádraží
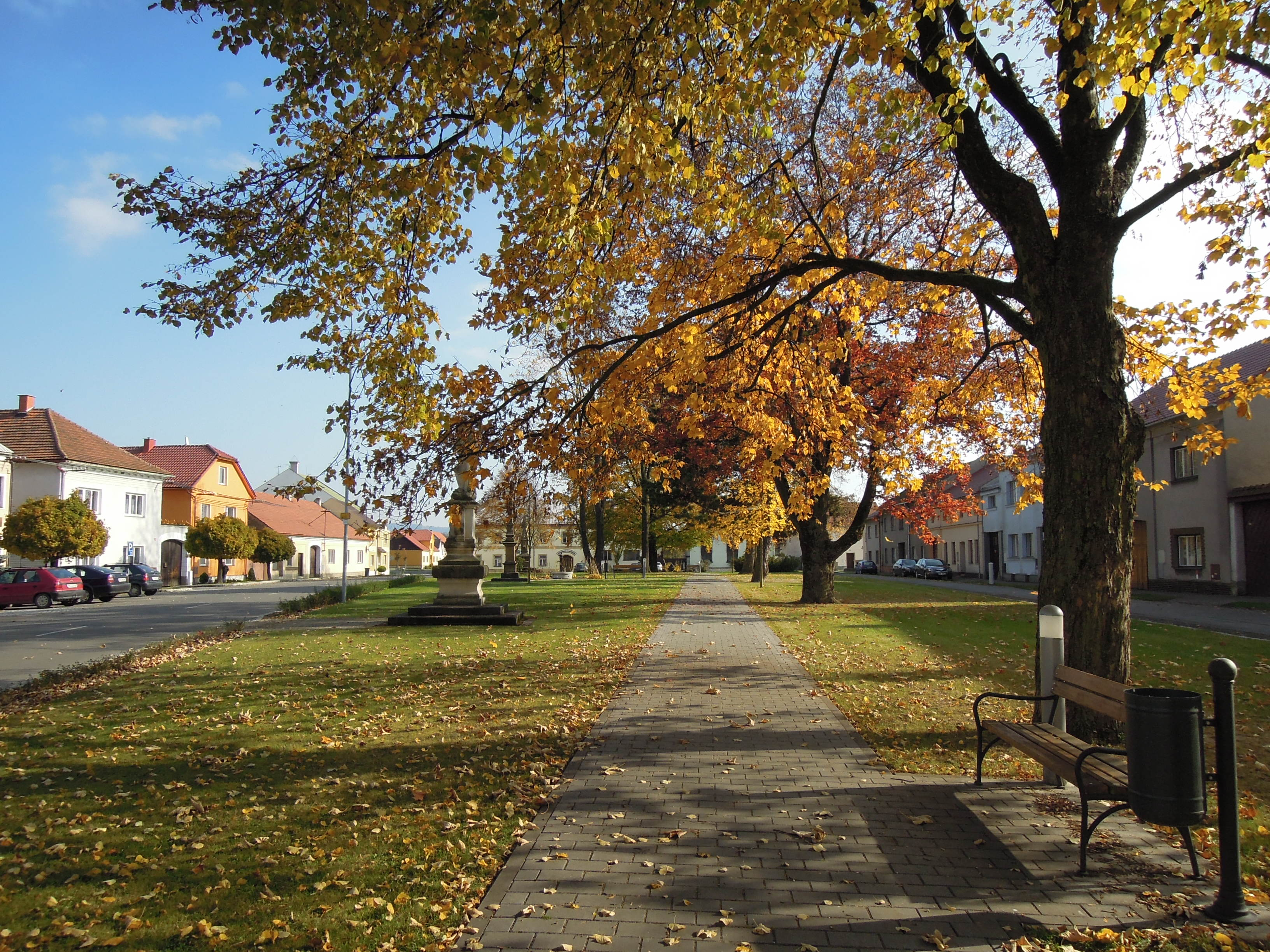
Náměstí Míru

## Významné události

### Únik toxických látek do řeky Bečvy
Řeka Bečva v katastru městyse byla výrazně zasažena událostmi během úniků toxických látek do Bečvy v roce 2020. Chemické látky, které způsobily masivní úhyn ryb a dalších organismů v řece, vnikly do jejího toku jen několik set metrů před tím, než Bečva vtéká na katastr městyse Hustopeče.[zdroj?]

### Železniční nehoda s únikem benzenu
Dne 28. února 2025 se v katastru městyse stala vážná železniční nehoda. Při nehodě vykolejil nákladní vlak převážející benzen. Ten se vznítil a v místě nehody vypukl rozsáhlý požár. Benzen také unikl do životního prostředí. Nedošlo k žádnému zranění ani obětem na životech.[zdroj?]